# Bryomima defreina
Bryomima defreina là một loài bướm đêm trong họ Noctuidae.